# Medolago
Medolago ist eine italienische Gemeinde (comune)  mit 2350 Einwohnern (Stand 31. Dezember 2023) in der Provinz Bergamo, Region Lombardei.

## Geographie
Medolago liegt 14 km südwestlich der Provinzhauptstadt Bergamo und 35 km nordöstlich der Metropole Mailand. Die Nachbargemeinden sind Calusco d’Adda, Chignolo d’Isola, Cornate d’Adda (MB), Paderno d’Adda (LC), Solza, Suisio und Terno d’Isola.

## Sehenswürdigkeiten
- Der Palazzo Medolago-Albani
- Die Pfarrkirche Santa Maria Assunta, die 1743 erbaut wurde.

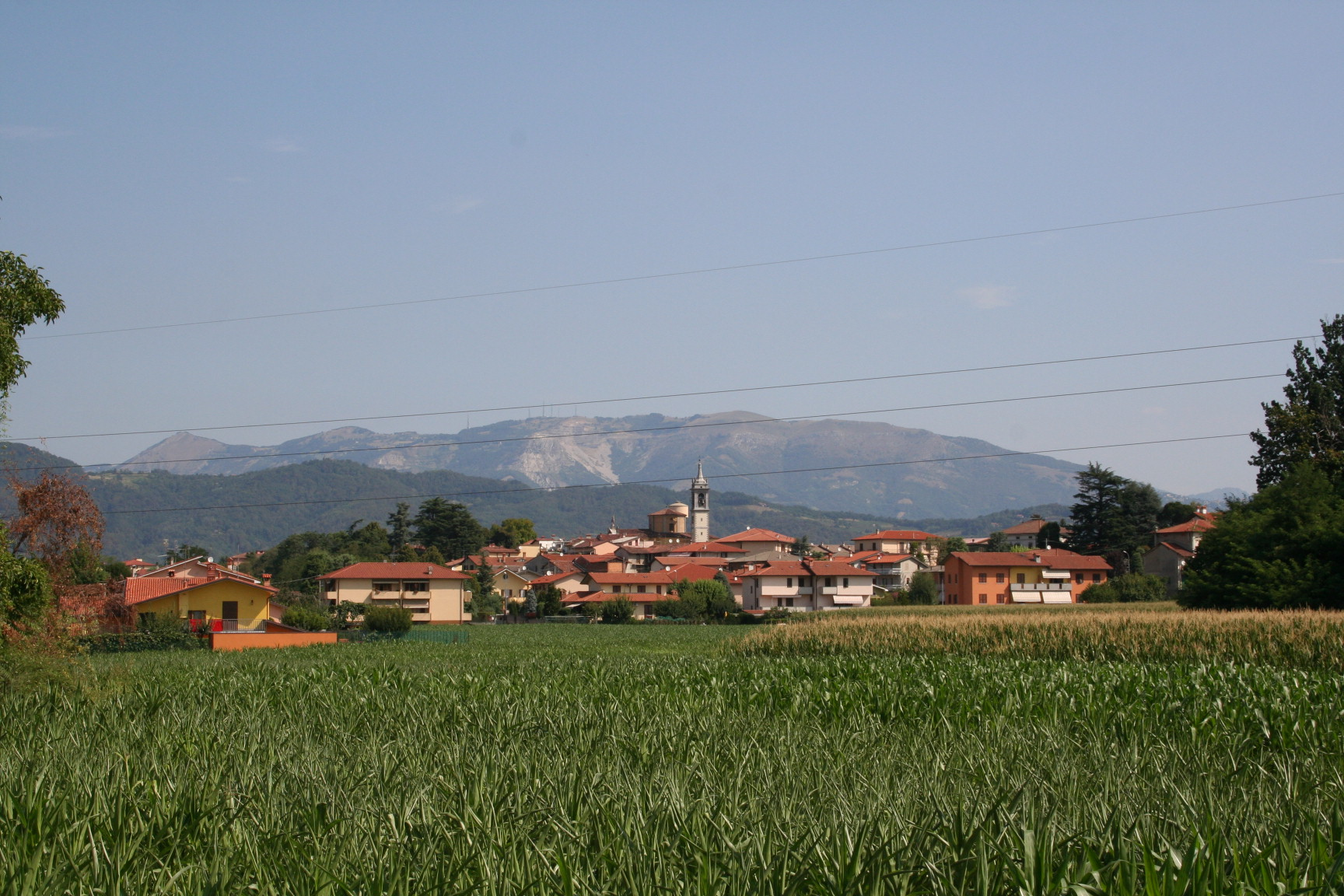
Medolago
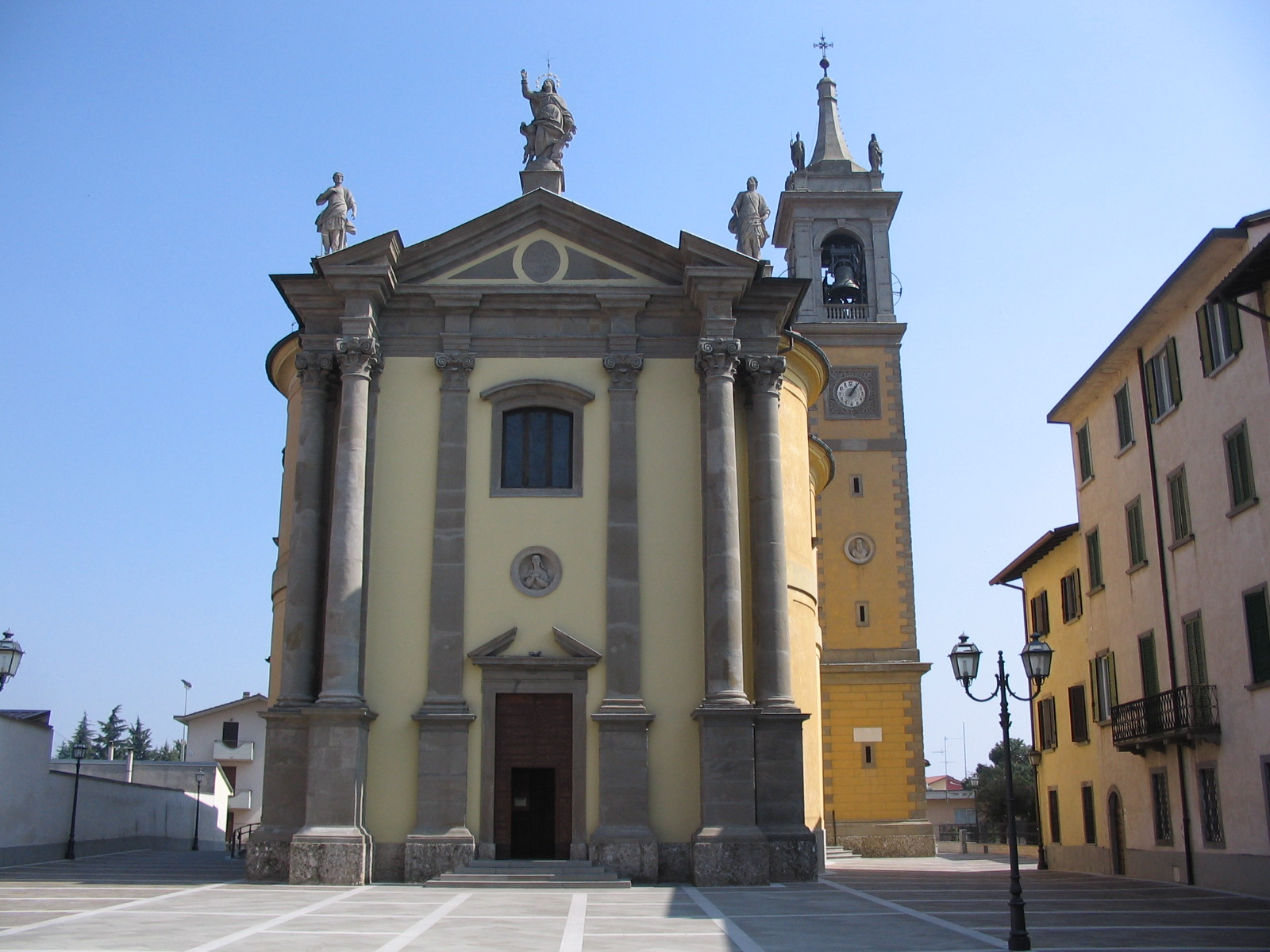
Pfarrkirche Santa Maria Assunta